# یوکینوری میابه
یوکینوری میابه (انگلیسی: Yukinori Miyabe; ۱۸ ژوئیهٔ ۱۹۶۸ – ۷ مارس ۲۰۱۷) اسکیت‌باز سرعت اهل ژاپن بود.